# Apophysis
Apophysis (Апофіз) (від грец. αποφυσις, відросток) — редактор фрактальної графіки з відкритим вихідним кодом для візуалізації в Microsoft Windows. Розроблений Марком Таунсендом (Mark Townsend) і переведений з мови С на мову програмування Delphi Скоттом Дрейвсом (Scott Draves) з додаванням графічного інтерфейсу користувача. Після цього він був покращений і оновлений Пітером Сдобновим (Peter Sdobnov), Петром Боріс (Piotr Borys) і Рональдом Гордіком (Ronald Hordijk) (the SourceForge project developers). Apophysis ліцензований відповідно до умов Загальної громадської ліцензії (GPL).

## Огляд
Apophysis має багато можливостей для створення та редагування фрактальних зображень; до його складу входить редактор, який дозволяє безпосередньо редагувати складові фрактальні зображення у спеціальному вікні. У цьому вікні, у випадковому порядку застосовуються редаговані трикутники; в окремому вікні регулюється колір та розташування зображення. Користувачі мають можливість експортувати фрактальні зображення до інших фрактальних програм, наприклад, таких як FLAM3. Існує окрема версія Apophysis (створена розробником Georg Kiehne у 2009 році програма Apophysis 7x), яка підтримує 3D формат, хоча всі розрахунки виконуються у 2D просторі.

## Скрипти
В Apophysis використовується бібліотека скриптів «Scripter Studio», що дозволяє користувачам писати власні сценарії, за допомогою яких можна створювати нові форми, або редагувати вже наявні і т. д.

## Галерея

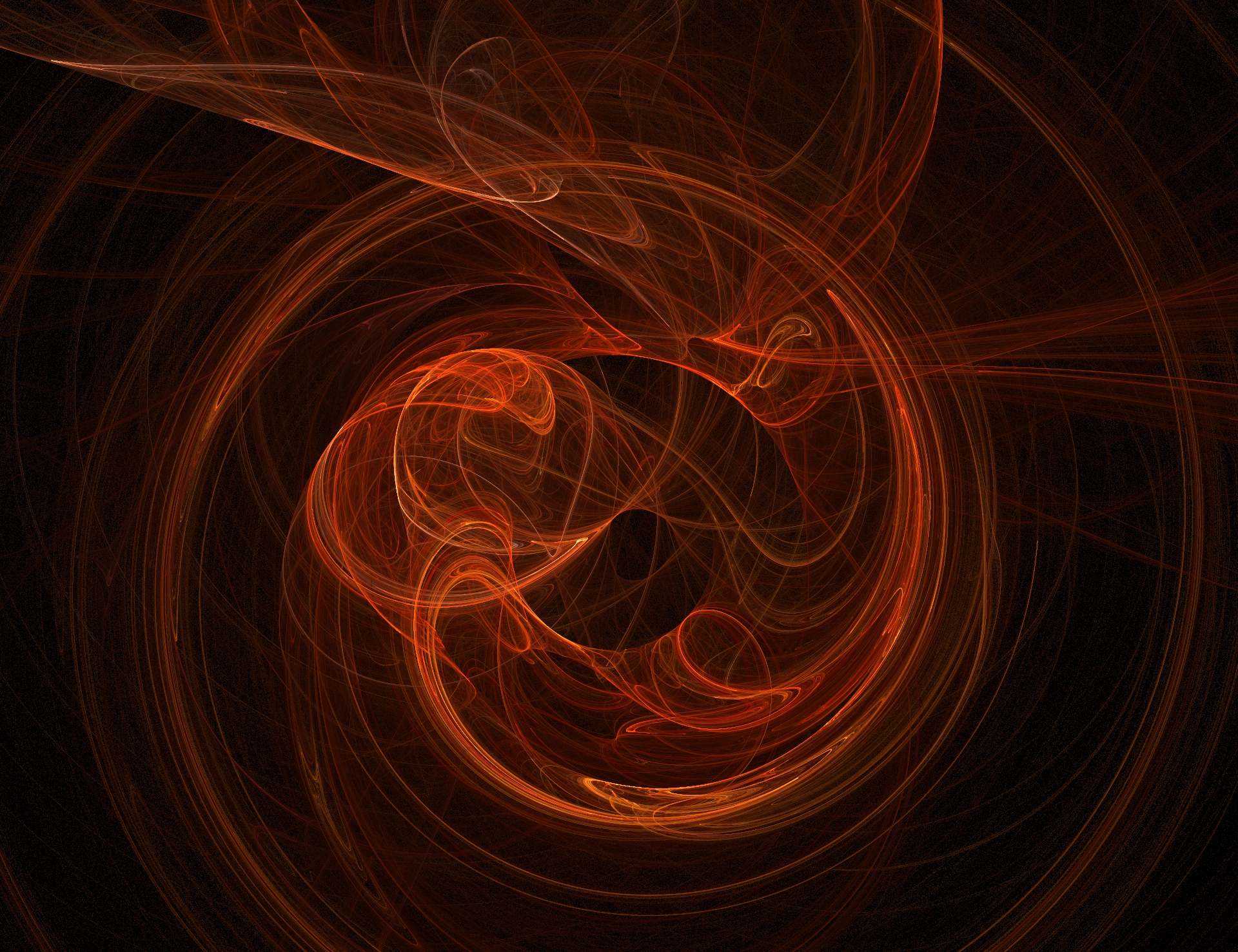
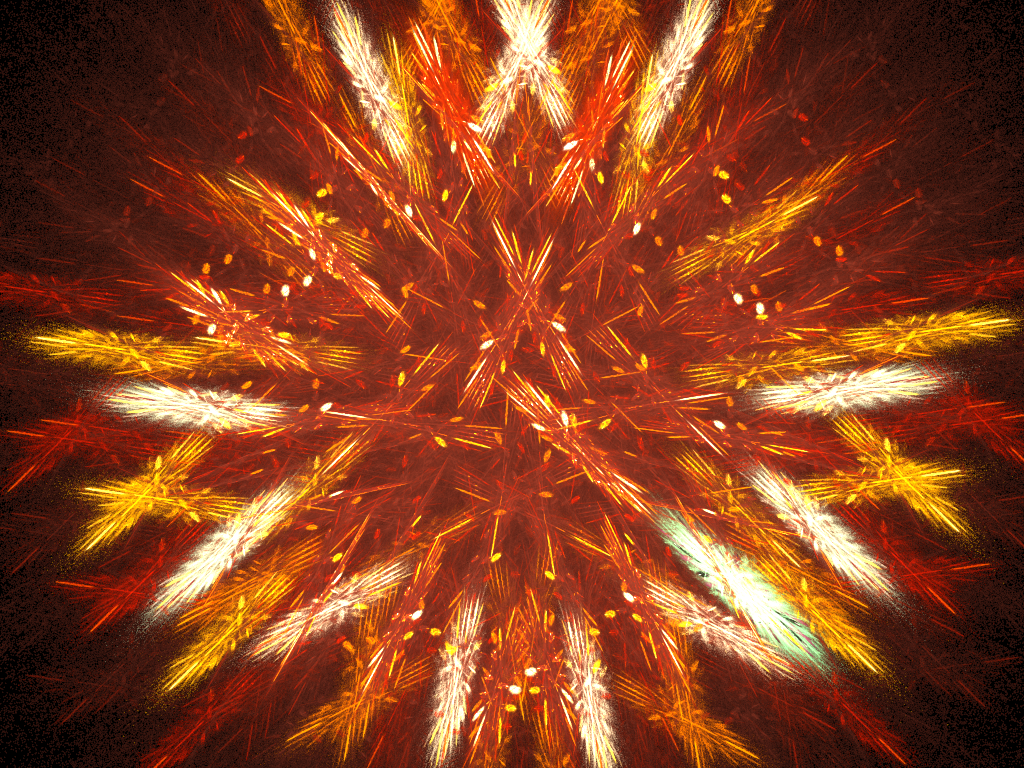
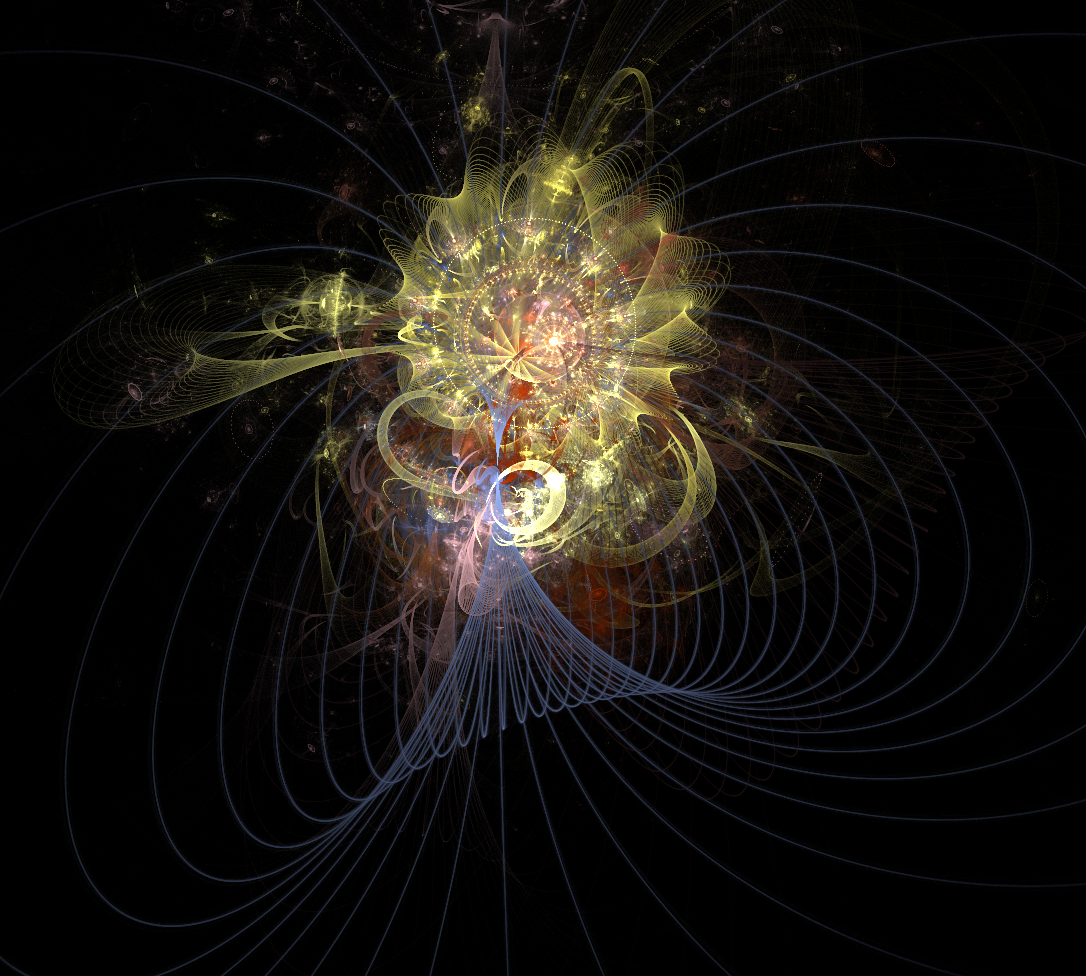
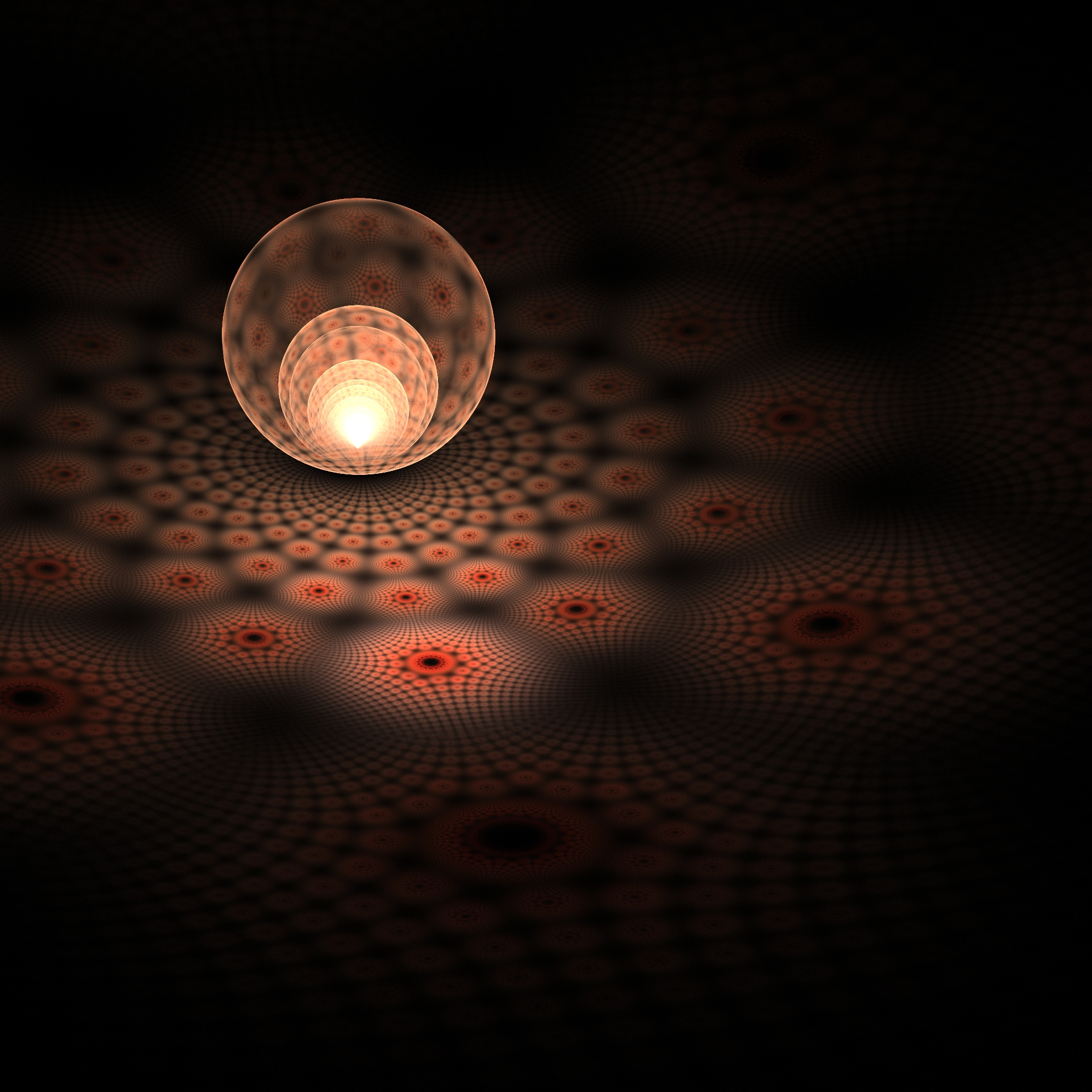